# 以色列貼現銀行

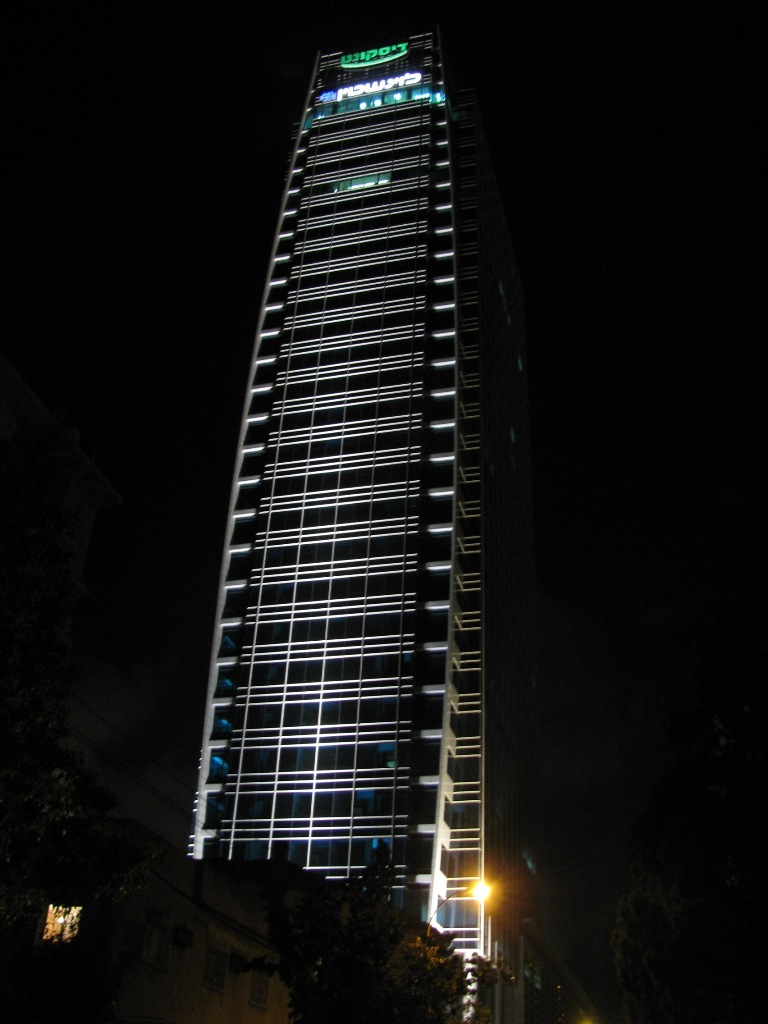
夜晚的以色列貼現銀行。

以色列貼現銀行（希伯來語：‎）是以色列三大銀行之一，擁有260家分行，約5,700名職員，總資產達1850億新謝克爾（480億美元）。以色列貼現銀行創建於1935年，並在1952年改為現名。

## 外部連結
- Israel Discount Bank Ltd. official homepage
- Israel Discount Bank of New York official homepage（页面存档备份，存于）